# Golden Gate Quartet
Pour les articles homonymes, voir Golden Gate (homonymie).
 (janvier 2014).
Si vous disposez d'ouvrages ou d'articles de référence ou si vous connaissez des sites web de qualité traitant du thème abordé ici, merci de compléter l'article en donnant les références utiles à sa vérifiabilité et en les liant à la section « Notes et références ».

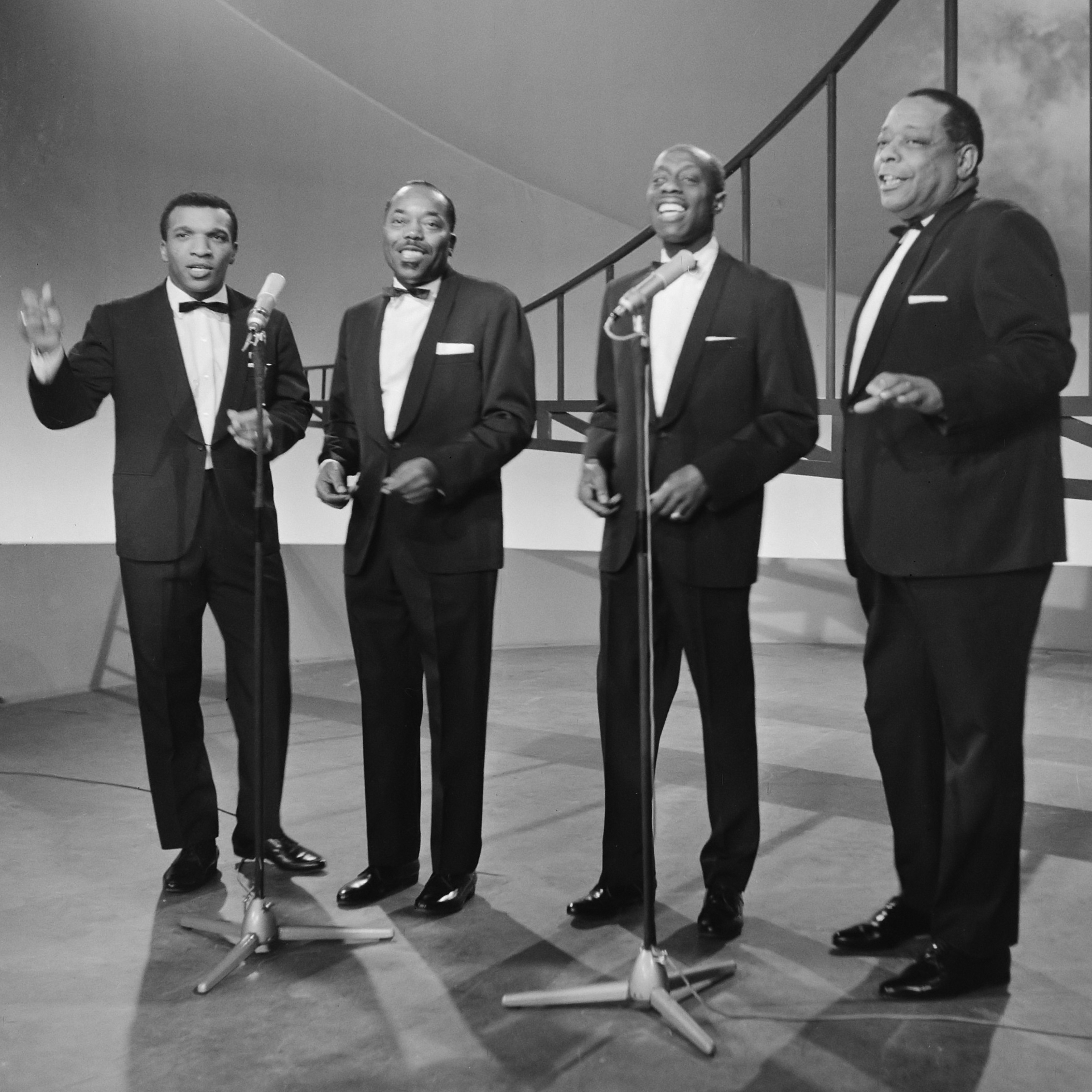
Le Golden Gate Quartet (1964).

The Golden Gate Quartet est un ensemble vocal américain de gospel et de negro spiritual.
Le Golden Gate Quartet, fondé par quatre étudiants (à Norfolk aux  États-Unis) 
en 1934 sous le nom de Golden Gate Jubilee Singers, a été l’un des emblèmes principaux et, de par son exceptionnelle longévité, a marqué profondément la grande histoire de la musique religieuse afro-américaine.
Tout à l'origine, il est composé des chanteurs suivants: William Langford, Henry Owens, Willie Johnson, Orlandus Wilson. La composition du groupe a changé de nombreuses fois depuis.

## Chronologie

### Les débuts
En 1939, l'ensemble est engagé pour se produire au Café Society, à New York, « le premier club de jazz à pratiquer l’intégration raciale ». Le 24 décembre 1939, ils participent à la deuxième édition du fameux concert From Spirituals to Swing organisé par John Hammond au Carnegie Hall, aux côtés de Benny Goodman, Count Basie ou Big Bill Broonzy. C'est au Café Society qu'ils sont remarqués en 1940 par Eleanor Roosevelt qui les invite à se produire en 1941 à Washington pour l'investiture du président Franklin Delano Roosevelt. Ils sont les premiers chanteurs noirs à se produire à la Maison-Blanche en pleine ségrégation.
Dans les années 40 le groupe fait des apparitions dans plusieurs films (comme dans Hit Parade of 1943).
En 1949, ils font la rencontre à Memphis, d'un jeune chanteur de 15 ans, Elvis Presley, devant l'église où ils viennent de donner un récital qui déclare à Clyde Riddick, le 1er ténor : « Je veux  chanter comme vous ».

### Cinquante ans de gospel
Après guerre, dénommé Golden Gate Quartet, le groupe, désormais supplanté par de nouvelles formations aux États-Unis, exporte le gospel en Europe. En 1955, lors de sa première tournée hors des États-Unis, il se produit dans la salle de l'Olympia à Paris, ville ou le groupe finit par s’installer en 1959. En 1960, il passe au Casino de Paris avec Line Renaud, dans la salle se trouve Elvis Presley, venu spécialement d'Allemagne lors d'une permission. De 1965 à 1970, le groupe tourne avec Jacques Brel, Jean Ferrat et Sylvie Vartan. Dans les années 1980, ils passent en vedette dans le Collaro Show, où ils chantent « Only You » en prime time, puis y reviennent en 1990 pour interpréter "Ainsi soit-elle" avec  Dick Rivers.
L’ensemble, dont Elvis Presley fut un grand fan, s’est produit dans près d’une soixantaine de pays à travers le monde. La flamme du Golden Gate ne s’éteint pas et se transmet inexorablement en dépit des changements de chanteurs qui évoluent dans le groupe actuel. Forment aujourd’hui le Quartet :
- Franck Davis, 1er ténor qui a succédé en 1995 à Clyde Riddick lui-même ayant pris la suite en 1939 de William Langford.
- Clyde Wright, 2e ténor depuis 1954.
- Paul Brembly, baryton depuis 1971, neveu d'Orlandus Wilson
- Anthony Gordon basse depuis 2006 succédant à Richard Phillips, lui-même succédant à Terry François et Orlandus Wilson

Clyde Wright dans le groupe depuis 1954 et Paul Brembly depuis 1971 assurent une direction artistique rigoureuse du respect et de l’authenticité d’une musique inspirée par un peuple qui revendique ses racines et ses espoirs par des chants traditionnels. Accompagnés par un trio de fidèles musiciens, ils explorent toutes les possibilités vocales, du chant murmuré à la voix devenue instrument. Une vibrante énergie, des voix de légende et une connivence avec le public font du Gate’s Style un mythe qui reste extrêmement actuel.

### Les années 2000
Le groupe a annoncé en janvier 2007 qu'il quitte la scène définitivement et a commencé une longue tournée d'adieu mondiale. En 2009, lors de l'investiture du président Barack Obama, ils reprennent  en duplex depuis Paris, l'hymne américain sur la chaîne CNN.
Ils sortent un nouvel album en 2010, Incredible.
Ils ont été présents sur la tournée Âge tendre et Têtes de bois en 2012.

## Les membres du Golden Gate Quartet depuis 1934

### Membres Actuels
- Paul Brembly - Baryton (né en 1950)
- Thierry François (né en 1968) - Basse, 1er Français membre du groupe
- Thimothy Riley - Second ténor
- Frank Davis - Premier ténor

### Ancien Membres
- Calvin Williams [6] - Premier Ténor (1921-2010)
- William Langford - Second Ténor(1909-1969)
- Henry Owens- premier Ténor(†1970)
- Eugène Mumford - Second Ténor (1925-1977)
- Caleb Ginyard (en) - Baryton (1910-1978)
- Willie Johnson - Second Ténor(†1980)
- Joe Jonhson - Baryton (1914-1984)
- Clifford Givens - Basse (1918-1989)
- Orville Brooks - Baryton (1919-1997)
- Orlandus Wilson - Basse (1917-1998)
- Clyde Riddick - Premier Ténor (1913-1999)
- Clyde Wright - Second Ténor (né en 1928)
- Richard Phillips - Basse (né en 1943)
- Bill Bing - (22 décembre 1922-23 janvier 2014) [7]
- Charles West - Second Ténor (né en 1964)
- Alton Bradley (†?)[8]
- Frank Todd (1933†2016)[9]

## Discographie
- 1949 - Joshua fit the battle
- 1950 - The Golden Gate Spirituals
- 1956 - The Golden Gate Quartet [Camden]
- 1957 - That Golden Chariot
- 1988 - Golden Gate Quartet
- 1997 - The Very Best of the Golden Gate Quartet
- 1999 - Our Story
- 2003 - Gospel Train
- 2003 - The Good Book
- 2010 - Incredible
- 2014 - 80 years
- 2019 - Music is ???

## Hommages et distinctions
Le cinéaste Wim Wenders a déclaré "Sans le Golden Gate Quartet et, tout de suite après, sans John Lee Hooker, je n'aurais connu ni l'aspect spirituel ni l'aspect profane du blues.".
Le Quartet est considéré comme l'un des groupes les plus célèbres du gospel.

## Documents
- Clyde Wright et Philippe Legrand : Oh Happy Days, la saga du Golden Gate Quartet, éd. Flammarion.